# Lyrical School
Lyrical School (リリカルスクール), typographié lyrical school et surnommé LyriSchool (リリスク), est un groupe d’idoles japonaises formé en octobre 2010 et produit par l'agence Newtral. Le groupe était auparavant connu sous le nom de tengal6. Le groupe fait de la musique de style hip-hop et est souvent produit par le DJ, producteur et chanteur Tofubeats.

## Biographie

### Création (2010-2012)
Lors de la création du groupe en octobre 2010, ce dernier se nomme tengal6. Les six membres fondateurs du groupe sont Erika (leader 1re génération), Ami, Ayaka, Mariko, Mei et Yumi. Le groupe fait ses débuts discographiques avec le single Machigau en juillet 2011. Il sort un dernier disque sous cette appellation en mai 2012, l'album CITY qui n'atteint pas les meilleurs classements de l'Oricon.
Le groupe change de nom pour celui de Lyrical School en août 2012 lorsqu'il rejoint le label d'idoles T-Palette Records. Le groupe sort son premier single sous son nom Sorya Natsu da! / Oide yo le même mois.

### Débuts (2013-2014)
Mariko est diplômée du groupe en janvier 2013 après la sortie du single Ribbon wo Kyutto en décembre 2012 ; elle est remplacée par Hina en mars 2013, afin de garder le groupe comme sextuor. Hina déménage de la Préfecture de Fukushima à Tokyo après avoir intégré le groupe.
Le groupe se fait mieux connaître avec le single Parade qui sort en mai 2013 sous cette formation, le dernier single auquel participe la leader Erika ; elle quitte le groupe en juin 2013 et le nouveau membre Minan joint le groupe en remplacement d'Erika en août 2013. Ayaka succède à Erika en tant que leader de la 2e génération. Un de ses membres, Mei, joue par ailleurs dans le film d'horreur Ada ~ADA~ (讐 ~ADA~) sorti en juillet 2013 aux côtés d’autres idoles de T-Palette Records. Le premier album du groupe, sous son appellation Date Course, sort en septembre suivant et se classe dans le Top 50 de l'Oricon en le même mois. Une des chansons de l'album est utilisée pour figurer une seconde fois sur le single Waratte.net / My Kawaii Nichijōtachi en décembre 2013, premier single auquel participe Minan après son intégration en août 2013.
L'année suivante, groupe sort un autre single intitulé Brand New Day en avril 2014 et devient leur premier petit succès, il se classe 13e des ventes de l'Oricon. Le suivant intitulé Fresh!!! sort en juillet suivant pour se classer 21e des ventes de l'Oricon. Les filles travaillent en collaboration avec Beams pour produire des t-shirts en édition limitée en octobre 2014. Chaque modèle de t-shirt possédait le nom et la couleur de l’un des membres du groupe. Le groupe sort son premier single Top 10, Pride le même mois. Le concert Lyrical School Oneman Live 2014 at Liquidroom se déroule à Tokyo en novembre 2014 ; le concert sort en DVD en janvier 2015,.

### SpotetGuidebook(2015–2016)
Les membres animent l'émission de radio Deeper Deeper diffusée sur Tokyo FM en mars 2015. Le deuxième album du groupe Spot sort le même mois et se classe 24e à l'Oricon. En avril 2015, le label T-Palette Records rend hommage au groupe populaire japonais Pizzicato Five avec l’album de reprise intitulé Idol Bakari Pizzicato -Konishi Yasuharu × T-Palette Records qui sort le 22 avril. Lyrical School a participé à cette compilation avec les groupes d'idoles Vanilla Beans, Negicco, One Little Kiss ainsi que les Idol Renaissance, en interprétant les chansons les plus populaires de Pizzicato Five. L'album sort en une seule édition.
L’événement Lyrical School Tour 2015 « Date Spot » se déroule de mai à juillet. Il s’agit de la première tournée nationale de concerts du groupe d’idoles. Le groupe sort un nouveau single Wonder Ground en juillet 2015, qui devient le dernier disque du groupe (après une formation stable de deux ans) avant l'annonce du départ de Hina pour décembre suivant, afin de partir faire des études à l’étranger. Hina a décidé d’étudier à l’étranger pour améliorer ses compétences en langues. Son objectif est de trouver du travail dans ce secteur ; elle annonce faire sa rentrée dans sa nouvelle école en janvier 2016, dans un pays qui n’est pas dévoilé. Par conséquent, en novembre 2015, un nouveau membre, Hime, est recrutée en remplacement, en tant que nouveau membre ; elle faisait auparavant partie d'un autre groupe d'idoles de hip-hop, Rhymeberry (auparavant sous le même label que Lyrical School, T-Palette Records), sous le nom de MC HIME ; elle a quitté Rhymeberry en même temps que DJ HIKARU en février 2015. Hime a déclaré être très heureuse et beaucoup motivée car elle est fan de Lyrical School. Le concert de graduation de Hina est organisé le 13 décembre 2015 au Sound Museum Vision à Tokyo. Ce concert célèbre également le 5e anniversaire de Lyrical School.
En janvier 2016, les membres signent chez le label King Records et font leurs débuts en major avec le single Run and Run qui est en vente en avril suivant,,. Leur fan club officiel nommé Lyrical School Heads Club ouvre en février. Mei et Yumi font une apparition spéciale dans le clip du single Mujun, Hajimemashita de Negicco, en vente en mars 2016. Le même mois, les Lyrical School ont réalisé des vêtements (t-shirt, casquette...) et des accessoires en collaboration avec la boutique de mode Rotari Parker. À cette occasion, Yumi interprète et écrit les paroles d’une chanson originale.
Les six membres jouent dans le film Lyrical School no Michi tono Sōgū (リリカルスクールの未知との遭遇) qui sortira en mai 2016. Yumi quitte le groupe le 5 septembre. Elle avait cessé ses activités des semaines auparavant pour des mauvaises conditions physiques. Elle avait posté une vidéo sur le site officiel pour expliquer son départ et que son état de santé ne pouvait plus lui permettre de continuer l'aventure avec le groupe ; elle a également présenté des excuses auprès des fans pour cette graduation précitée. Elle est désormais sous traitement médical.
Le groupe enregistre, avec les cinq membres restants, son 3e single major Magic Hour / Kakko Warui Furare Kata -Ririsuku no Baai- qui sort le 5 octobre suivant, puis sorti son troisième album, intitulé Guidebook, en novembre 2016 ; il se hisse à la 74e place des classements Oricon. Après cette sortie, le groupe effectue une tourne une tournée intitulée Lyrical School Tour 2016 "Guidebook" à travers tout le Japon du 27 novembre au 29 décembre 2016. Un DVD de la tournée est mis en vente en avril de l'année suivante.

### Nouvelles activités (depuis 2017)
Le 21 décembre 2016, les membres Ayaka, Ami et Mei (les derniers membres originaux du groupe) annoncent leur graduation de Lyrical School pour février 2017 ; les membres ont décidé de quitter le groupe en raison de leur âge (entre 26 et 25 ans), et afin de rajeunir le groupe en laissant place à de plus jeunes membres dans l'avenir,. Les autres membres du groupe Minan et Hime suspendront en conséquence les activités du groupe pour mettre en place une nouvelle structure au sein du groupe lui-même.
Les cinq membres du groupe collaborent avec un autre groupe d'idoles Idol Renaissance dans le single The Cut (attribué à Lyrical Renaissance), une reprise du titre The Cut -feat. Rhymester- de Base Ball Bear ; ce single sort le 14 février 2017,. Un concert avec les deux groupes se tient le 11 février au Ebisu Liquidroom à Tokyo afin de commémorer la sortie du single. Les membres Ayaka, Ami et Mei quittent officiellement le groupe le 26 février 2017.
Le 19 avril, les nouveaux membres, Hinako, Yuu et Risano sont recrutées en remplacement et le groupe annonce également reprendre ses activités avec des prochains concerts, dont une one-man live, New Game, qui se tiendra au Shibuya HARLEM à Tokyo on le 21 mai 2017.

## Membres
| Nom de scène       | Prénom et nom      | Nom en kanji       | Date de naissance  | Remarques                                                                     |                    |
| Formation actuelle | Formation actuelle | Formation actuelle | Formation actuelle | Formation actuelle                                                            | Formation actuelle |
| ------------------ | ------------------ | ------------------ | ------------------ | ----------------------------------------------------------------------------- | ------------------ |
| Minan              | Minan Honda        | 本多未南           | 5 décembre 1990    | membre additionnel (joint en août 2013) ; leader 3e génération                |                    |
| Hime               | Himeka Mochida     | 持田妃華           | 14 mai 1998        | membre additionnel (joint en décembre 2015) ; ex-membre de Rhymeberry         |                    |
| Hinako             |                    |                    |                    | membre additionnel (joint en avril 2017)                                      |                    |
| Yuu                |                    |                    |                    | membre additionnel (joint en avril 2017)                                      |                    |
| Risano             |                    |                    |                    | membre additionnel (joint en avril 2017)                                      |                    |
| Anciens membres    |                    |                    |                    |                                                                               |                    |
| Mariko             | Mariko Kudō        | 工藤まり仔         | 19 juillet 1988    | membre d'origine ; diplômée en janvier 2013                                   |                    |
| Erika              | Erika China        | 知名えりか         | 11 janvier 1988    | membre d'origine ; leader 1re génération ; diplômée en juin 2013              |                    |
| Hina               | Hina Komatsu       | 小松ひな           | 5 juin 1996        | membre additionnel (joint en mars 2013) ; diplômée du groupe en décembre 2015 |                    |
| Yumi               | Hiromi Shimizu     | 清水裕美           | 19 septembre 1990  | membre d'origine ; diplômée en septembre 2016                                 |                    |
| Ayaka              | Ayaka Ōbu          | 大部彩夏           | 31 août 1990       | membre d'origine ; leader 2e génération ; diplômée en février 2017            |                    |
| Mei                |                    | 芽依               | 19 avril 1991      | membre d'origine ; diplômée en février 2017                                   |                    |
| Ami                | Asami Hosogoe      | 細越麻未           | 5 juillet 1991     | membre d'origine ; diplômée en février 2017                                   |                    |

## Discographie

### Albums
Albums studio
| N°             | Date de sortie | Titre             | Oricon  | YouTube                                                                                        |         |
| tengal6        | tengal6        | tengal6           | tengal6 | tengal6                                                                                        | tengal6 |
| -------------- | -------------- | ----------------- | ------- | ---------------------------------------------------------------------------------------------- | ------- |
| 1              | CITY           | 25 mai 2012       | 173     | Clip vidéo du titre Shiteru / Shiranai                                                         |         |
| lyrical school |                |                   |         |                                                                                                |         |
| 1              | Date Course    | 18 septembre 2013 | 42      | Clip vidéo du titre Hitoribotchi no Labyrinth                                                  |         |
| 2              | SPOT           | 10 mars 2015      | 24      | Clip vidéo du titre I.D.O.L.R.A.P                                                              |         |
| 3              | Guidebook      | 16 novembre 2016  | 75      | Vidéo trailer pour l'album                                                                     |         |
| 4              | World's End    | 19 juin 2018      | 10      | Clip vidéo du titre Tokonatsu (Nattsu) Return                                                  |         |
| 5              | Be Kind Rewind | 11 septembre 2019 | 12      | Clip vidéo du titre Last Dance                                                                 |         |
| 6              | Wonderland     | 7 avril 2021      | 16      | Clip vidéo du titre Fantasy Clip vidéo du titre FIVE SHOOTERS Clip vidéo du titre Time Machine |         |
| 7              | L.S.           | 2 mai 2022        | 14      | []                                                                                             |         |

Mini album
| N°             | Date de sortie | Titre          | Oricon         | YouTube                 |                |
| lyrical school | lyrical school | lyrical school | lyrical school | lyrical school          | lyrical school |
| -------------- | -------------- | -------------- | -------------- | ----------------------- | -------------- |
| 1              | OK!!!!!        | 22 avril 2020  | 17             | Clip vidéo du titre OK! |                |

### Singles
| N°             | Date de sortie                                                                                                 | Titre            | Oricon  | YouTube                                         |         |
| tengal6        | tengal6 | tengal6          | tengal6 | tengal6                                         | tengal6 |
| -------------- | --- | ---------------- | ------- | ----------------------------------------------- | ------- |
| 1              | Machigau (まちがう)                                                                                            | 15 juillet 2011  | —       | —                                               |         |
| 2              | Put Your Hands Up! (プチャヘンザ！)                                                                            | 28 octobre 2011  | 144     | Regarder                                        |         |
| lyrical school | |                  |         |                                                 |         |
| 1              | Sorya Natsu da! / Oide yo (そりゃ夏だ！／おいでよ)                                                             | 22 août 2012     | 70      | Regarder (Sorya Natsu da!)                      |         |
| 2              | Ribbon wo Kyutto (リボンをきゅっと)                                                                            | 12 décembre 2012 | 48      | Regarder                                        |         |
| 3              | Parade (PARADE)                                                                                                | 15 mai 2013      | 34      | Regarder                                        |         |
| 4              | Waratte.net / My Kawaii Nichijōtachi (わらって．ｎｅｔ／Ｍｙかわいい日常たち)                                  | 11 décembre 2013 | 40      | Regarder (My Kawaii Nichijōtachi)               |         |
| 5              | Brand New Day (brand new day)                                                                                  | 2 avril 2014     | 13      | Regarder                                        |         |
| 6              | Fresh!!! (FRESH!!!)                                                                                            | 15 juillet 2014  | 21      | Regarder                                        |         |
| 7              | Pride (PRIDE)                                                                                                  | 28 octobre 2014  | 9       | Regarder                                        |         |
| 8              | Wonder Ground (ワンダーグラウンド)                                                                             | 21 juillet 2015  | 21      | Regarder                                        |         |
| 9              | Run and Run (RUN and RUN)                                                                                      | 24 avril 2016    | 16      | Regarder                                        |         |
| 10             | Summer Foundation (サマーファンデーション)                                                                     | 6 juillet 2016   | 30      | Regarder                                        |         |
| 11             | Magic Hour / Kakko Warui Furare Kata -LyriSchool no Baai- (マジックアワー/格好悪いふられ方 - リリスクの場合 -) | 5 octobre 2016   | 32      | Regarder (Magic Hour)                           |         |
| 12             | Natsuyasumi no Baby (夏休みのBABY)                                                                             | 18 juillet 2017  | 14      | Regarder                                        |         |
| 13             | Tsuretette yo / Call Me Tight (つれてってよ/CALL ME TIGHT)                                                     | 19 décembre 2017 | 11      | Regarder (Tsuretette yo)                        |         |
| 14             | Pajima Party / Sharp Pencil (feat. Sushiboys) (パジャマパーティー/シャープペンシル feat. SUSHIBOYS)            | 25 décembre 2018 | 16      | Regarder (Pajama Party) Regarder (Sharp Pencil) |         |
| 15             | Tokyo Burning / Cookin' (feat. YoungHastle)                                                                    | 22 janvier 2019  | 22      | Regarder (Tokyo Burning) Regarder (Cookin')     |         |